# Дибромоиодат(I) калия
Дибромоиодат(I) калия — неорганическое соединение,
полигалогенид калия с формулой KIBr2,
красные кристаллы,
растворяется в воде,
образует кристаллогидрат.

## Получение
- Реакция брома с иодидом калия

{\displaystyle {\mathsf {KI+Br_{2}\ {\xrightarrow {}}\ KIBr_{2}}}}

## Физические свойства
Дибромоиодат(I) калия образует красные кристаллы.
Растворяется в воде.
Образует кристаллогидрат состава KIBr2•H2O,
ромбическая сингония,
пространственная группа P nnm,
параметры ячейки a = 1,2183 нм, b = 1,3046 нм, c = 0,4390 нм, Z = 4.

## Химические свойства
- Хлор вытесняет бром с образованием дихлороиодата(I) калия:

{\displaystyle {\mathsf {KIBr_{2}+Cl_{2}\ {\xrightarrow {}}\ KICl_{2}+Br_{2}\uparrow }}}